# Place des Charrons
La place des Charrons est une voie de Metz en Moselle.

## Situation et accès
Elle se trouve dans le centre-ville de Metz dans le quartier Outre-Seille.

## Historique
Il s’agissait initialement d’une rue agrandie en place au milieu du XVIIIe siècle.
La place des charrons s’est appelée tout d’abord Neuverue au XIIIe siècle, puis rue des Charriers, et place des Sans-culottes en 1793.
Jusqu’en 1906, date où son lit fut comblé, la place était bordée par la Seille, et reliée au reste de la ville par le pont-à-Seille.

## Bâtiments remarquables et lieux de mémoire
- Au numéro 4, se trouve l’hôtel de Burtaigne, très belle maison du début du XVIe siècle ayant appartenu à Michel de Gournay. La Vénérable Caroline Carré de Malberg (1829-1891) y a passé son enfance.
- dernier dimanche d’août : Fête des métiers d’art